# 歐內斯特·扎哈雷維奇
歐內斯特·扎哈雷維奇（1986年—），是1986年出生於立陶宛、目前定居於馬來西亞槟城的多學科當代及公共藝術家。

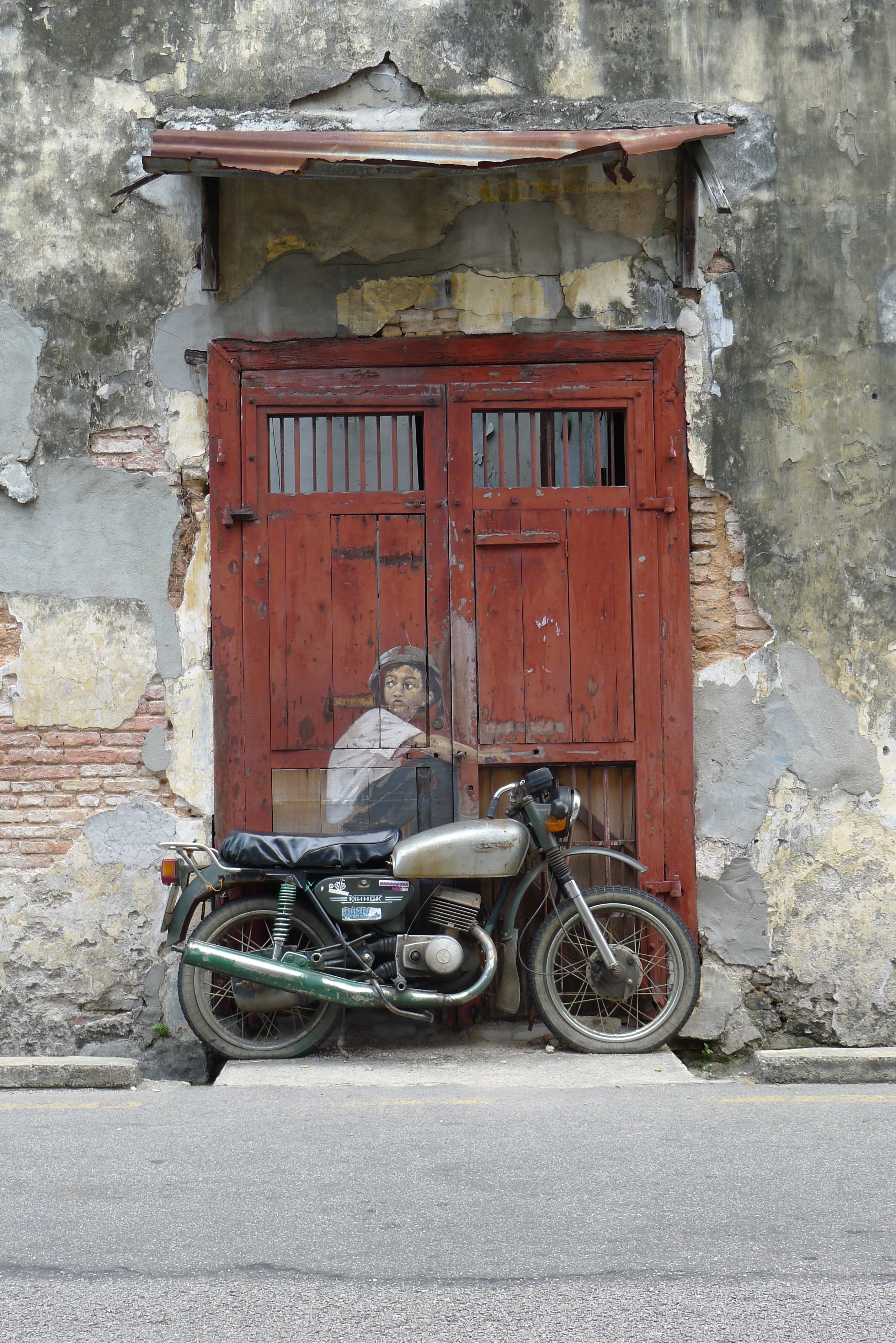
Ernest Zacharevic 的《摩托车男孩》街頭藝術裝置

## 技術和風格
扎哈雷維奇創作了油畫、裝置、雕塑、模板和噴漆，在畫廊空間和公共藝術領域和牆面上製作了與文化相關的作品。他對戶外作品的興趣在於壁畫和城市景觀之間的互動，概念的產生是對環境自發反應的一部分。 除了他的街頭作品外，歐內斯特也會於畫布和現成的物品上進行創作原作。這些作品屬於世界各地的私人收藏和機構，包括麗思卡爾頓酒店公司和迪恩收藏，以及一個由史威茲·畢茲持有和維護的私人作品收藏單位。

## 活動史

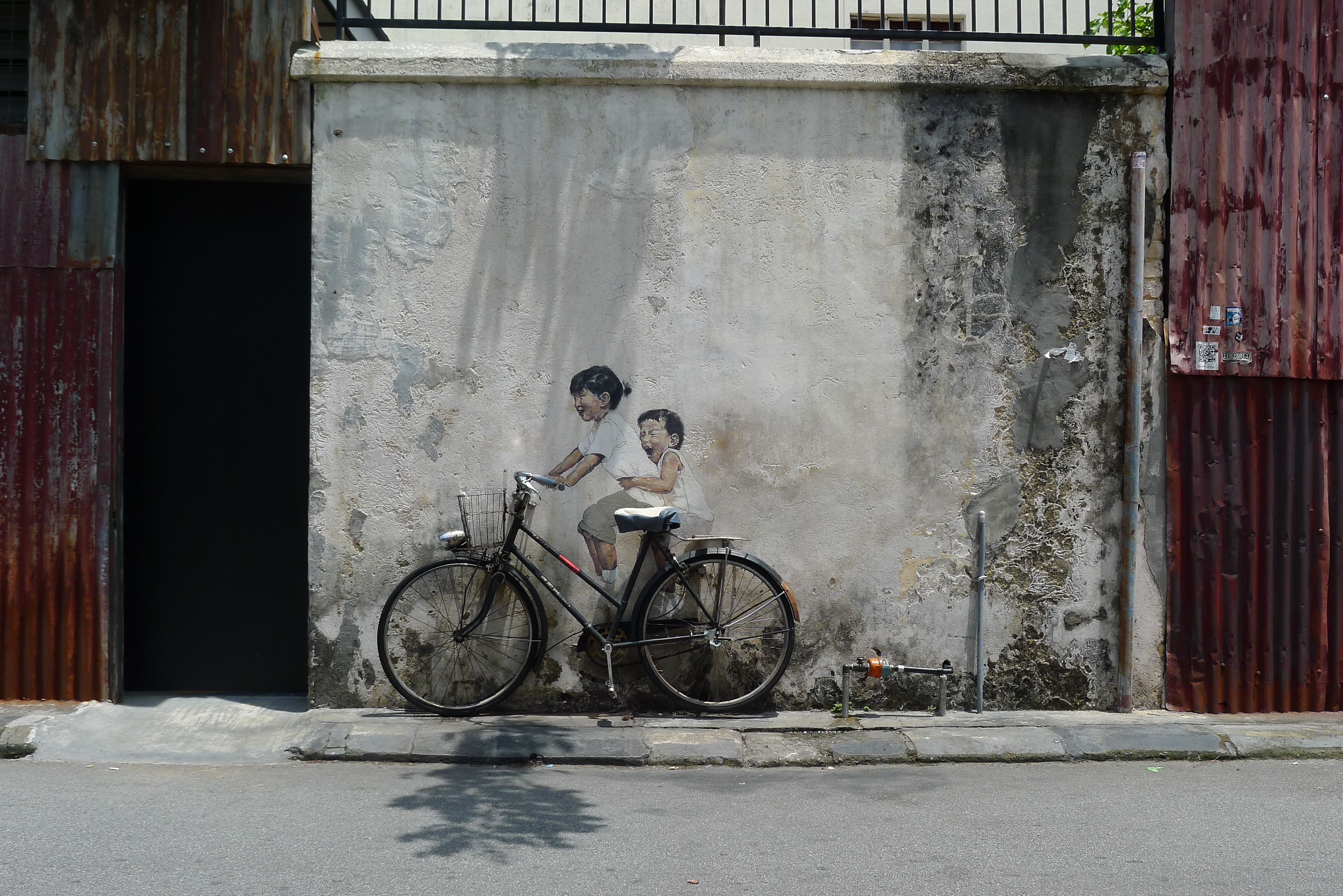
腳踏車上的小孩，2012年喬治市藝術節

2012 年，扎哈雷維奇因於馬來西亞檳城喬治市藝術節創作了一系列六幅街頭藝術壁畫後獲得到全世界的認可，這些壁畫以馬來西亞人們的日常生活場景為模型來繪製，BBC新聞網稱之為「馬來西亞對Banksy的回應」。其中最受歡迎的兩項作品是在《腳踏車上的小孩》（Children on Bicycle） 和《機車上的男孩》（Boy on Motorcycle）；裝置與繪畫的結合使得外部社群可以與作品進行互動。這一系列壁畫現在已成為喬治市的文化地標，配有牌匾和經常排隊等待與作品合影的人。 
同年於檳城的喬治市藝術文化中心 Hin Bus Depot 文創市集中舉辦了他的第一場個人展《藝術是垃圾，垃圾是藝術》（Art is Rubbish Rubbish is Art）。展示了利用回收和發現到的材料上進行繪製的30多幅作品集。
2013年時，扎哈雷維奇因在「樂高樂園」所在地－馬來西亞柔佛巴魯製作了有爭議的樂高壁畫的街頭作品而受到病毒式的關注。作品使用了樂高人物來描述了柔佛巴魯當地的暴力事件，並將它們放置在街角。當一個背著香奈兒包的女人走近時，一個蒙面惡棍在拐角處等著她。不過這幅作品很快就被清洗掉了，但在這幅壁畫受到社會關注之前，民眾們就已經支持著這幅壁畫以及它背後所敘述著的嚴肅聲明。 
扎哈雷維奇還在世界上街頭藝術限制最嚴格的國家之一－新加坡畫了一系列壁畫。他繪製了《購物車中的小孩》（Shopping Trolleys）和他最具標誌性的概念之一《風格大戰》（Style Wars）。 這件作品能看到兩個孩子在蠟筆繪製出的馬匹上，利用拖把和掃帚進行著戰鬥。 
2014年，於巴賽隆納蒙大拿畫廊舉辦了他的第二場個展《石頭、紙、剪刀》（Rock, Paper, Scissors）。 其中看到了更多的具像作品的展出，這些作品以來自不同文化的人物為特色，都是動態的姿勢和動作。
2015年，扎哈雷維奇在葡萄牙里斯本的 Underdogs 畫廊舉辦了個人展，並首次公開亮相了他的摺紙主題作品《地板是熔岩》（The Floor is Lava）。從那時起，他一直在為獨立作品四處奔波，在世界各地繪製著漂亮的牆壁。
自2016年以來，扎哈雷維奇一直將重點放在準備飛濺和燃燒專案上，這是一項由藝術家領導的藝術運動，該運動利用街頭藝術來傳達有關東南亞棕櫚油不可持續生產的問題。至今已與 9 位國際藝術家合作，希望用他們創作的作品，以提高人們對積極變革問題的認識。 

## 大型專案

### 重播紐約
2015年9月，他和摄影师瑪莎（Martha Cooper）开始了他們名为《ReplayNYC》的系列合作。
该项目的灵感来自瑪莎的標誌性出版品《街頭遊戲》（Street Play），该作品收錄了1970年代後期無憂無慮的纽约市兒童們遊玩時的照片。欧内斯特以其标志性的风格将玛莎的主题带回街头；结合绘画和装置的元素。
兩人精心策划了七幅作品，每幅作品都对应一个特定的地点，以展示纽约市充满活力、不断变化的景观。但後來这些画大多數都已經消失了，现在只存在于玛莎的照片中。
这个街头项目于2016年首次在长滩艺术博物馆展出；玛莎的原始图像与欧内斯特的娱乐照片配对。还展示了该项目正在进行中的照片，以及来自世界各地从事创造性游戏的儿童的更广泛选择的玛莎图像。 

### 飛濺與燃燒
飛濺與燃燒（Splash and Burn）是一個公共藝術作品，由扎哈雷維奇規劃、Charlotte Pyatt 协调，与蘇門答臘紅毛猩猩學會和印尼紅毛猩猩資訊中心聯合營運。其目的是為那些為發起積極變革而奮鬥的組織和非政府組織提供一個替代平台，利用接觸到街頭藝術界的力量，邀請國際藝術家們在印度尼西亞棉蘭的城市景觀中和周圍創作壁畫、雕塑和乾預措施。
他希望在全球範圍内提高環境保護問題的廣泛認識，同時能夠幫助和直接促進與社群間的關係，而飛濺與燃燒 （页面存档备份，存于）也將會是一項持續進行的活動。最新的项目是由西班牙艺术家 ESCIF 于 2019 年实现的，這涉及到在印度尼西亞的棕櫚油種植園中雕刻一個倒帶符號，用周圍熱帶雨林中的本土樹木來進行種植。此外也與印度尼西亚音乐家 Nursalim Yadi Anugerah 進行音樂合作，伴随着由Studio Birthplace （页面存档备份，存于）制作的短片REWILD （页面存档备份，存于），在進行著巡迴播放。

## 近期作品
2016年5月，應聖誕島磷酸鹽公司和當地政府的邀請，前往澳大利亞聖誕島進行考察，並美化島上的景觀。 他在當地一家酒館附近留下了他的第一個澳大利亞藝術裝置 《堆高機男孩》。該作品利用一輛廢棄的堆高機與一個運輸集裝箱相鄰，為這一作品提供了畫布。其美學近似他於檳城繪製的作品《腳踏車上的小孩》和《在機車上的男孩》。 